# ۸ ساعت بحرین
مسابقه ۸ ساعت بحرین (قبلاً ۶ ساعت بحرین) یک مسابقه اتومبیلرانی اسپرت است که در پیست بین‌المللی بحرین در صخیر، بحرین برگزار می‌شود. این مسابقه برای مسابقات جهانی استقامتی ایجاد و در تقویم این مسابقات حضور دارد.
اولین بار در ۲۹ سپتامبر ۲۰۱۲ به عنوان ششمین مسابقه اولین فصل مسابقات قهرمانی استقامتی جهانی برگزار شد.

## دو مسابقه در ۲۰۲۱
در ۷ ژوئیه ۲۰۲۱، کمیته برگزاری مسابقات اعلام کرد که پنجمین مسابقه مسابقات جهانی استقامتی فصل ۲۰۲۱ در فوجی به دلیل محدودیت‌های مسافرتی مربوط به همه‌گیری کووید ۱۹ در حال انجام لغو شده است و با یک مسابقه ۶ ساعته اضافی در بحرین در ۳۰ روز جایگزین شده است.
مسابقه ۸ ساعته اصلی نیز از ۲۰ تا ۶ نوامبر جلو افتاده خواهد شد این اولین باری بود که دو مسابقه قهرمانی در یک کشور و یک پیست برگزار می‌شود.